# Ото Скорцени
Ото Скорцени (на немски: Otto Skorzeny) е германски командос, оберщурмбанфюрер от СС, прославил се в годините на Втората световна война със своите успешни спецоперации.
Най-известната операция на Скорцени е освобождаването на задържания Бенито Мусолини през 1943 г. Той ръководи и две от най-дръзките, но неуспешни акции на СС: през 1944 г. – операция „Гриф“ за залавянето на генерал Дуайт Айзенхауер и през есента на 1944 г. ръководи операция „Ход на коня“, за обезглавяването на комунистическото партизанско движение на Балканите, с цел залавянето на Йосип Броз Тито.
През януари 1945 г. е повишен в звание оберщурмбанфюрер (подполковник) за успешната акция в Унгария. Назначен е за командващ на защитата на Прусия и Померания. За участието в защитата на Франкфурт на Одер е награден лично от Адолф Хитлер с „Рицарски кръст с дъбови листа“ – сред най-висшите отличия на Райха.

## Биография
Ото Скорцени е роден на 12 юни 1908 г. във Виена в семейството на потомствени военни. Студент през 20-те години на ХХ век, Скорцени е известен с дуелите с шпага, в които участва. Белегът на лявата му буза е в резултат на раняване по време на дуел.
Скорцени се присъединява към НСДАП (Националсоциалистическа германска работническа партия) през 1931 г. и скоро след това постъпва в СА (щурмовак, на немски: Sturmabteilung). В тези организации той още от самото начало проявява своите лидерски качества и дори изиграва малка роля в спасяването от убийство на отстранения от власт австрийски президент Вилхелм Миклас.
В началото на Втората световна война Скорцени, работейки като инженер-строител, опитва да постъпи на служба като доброволец в Луфтвафе, но бива отхвърлен. В резултат постъпва на служба във Вафен-СС. На 21 октомври 1940 година се включва във военните действия в състава на елитната 1-ва СС танкова дивизия „Лайбщандарт СС Адолф Хитлер“. Участва в боевете през 1941 – 1942 г. на територията на СССР. В края на 1942 г. е ранен и през декември се връща в Германия, където е награден с орден Железен кръст за храброст, проявена под огъня на противника.

## Главен диверсант на Райха
Възстановявайки се след раняването, Скорцени е командирован в германското върховно командване за командващ сформирането на части за провеждане на специални разузнавателно-диверсионни акции в тила на противника.

## Специални операции

### Операция „Дъб“
В качеството му на командващ на специалните сили Адолф Хитлер му възлага (избран сред 6 кандидатури) изготвянето и изпълнението на план за освобождаването на намиращия се под стража италиански диктатор Бенито Мусолини през юли 1943 година.
Почти 2 месеца продължава играта на „котка и мишка“, в течението на които италианците сменят непрекъснато мястото, в което е пазен Мусолини, опитвайки се да възпрепятстват опитите за неговото освобождаване. Накрая немците успяват да установят местоположението му и операцията започва.
На 12 септември 1943 г. започва операция „Дъб“, в хода на която немски парашутисти-десантчици начело със Скорцени се приземяват в района на Гран Сассо, област Абруцо и атакуват хотел „Кампо Императоре“, където се намира Мусолини. Диктаторът е освободен без нито един изстрел и е заведен първо в Рим, след това в Берлин. Успехът на тази операция носи световна слава на Скорцени и орден Рицарски кръст.

### Операция „Ход на коня“
През пролетта на 1944 г. на Скорцени възлагат задача да проведе операция „Ход на коня“. Целта на операцията е обезглавяване на силното комунистическо партизанско движение на Балканския полуостров. Задачата, поставена от командването, е да бъде заловен лидерът на партизаните в Югославия – Йосип Броз Тито, който се укрива в района на Босненският град Дървар. На 25 май градът и планините в околностите му са подложени на тежка авиационна бомбардировка, след което е проведен десант от няколкостотин щурмуваци водени от Скорцени. Десантчиците встъпват в бой с многократно превъзхождащи ги в численост партизански сили, които успяват да изтласкат от града. Когато хората на Скорцени достигат пещерите, в които се укрива Тито и неговите съмишленици вече са ги напуснали, използвайки пещерни тунели и планински пътеки.
Като цел операцията завършва с неуспех, но тактически Тито, неговият щаб и членовете на съветската и британската военна мисия са изтласкани от територията на бивша Югославия и евакуирани съссамолети към Бари, Южна Италия (под контрола на съюзниците) и адриатическия остров Вис, където се подписва т.нар. споразумение от остров Вис.

### Атентат от 20 юли 1944 г.
На 20 юли 1944 г., в деня на покушението срещу Хитлер, организирано от група висши офицери от Вермахта, Скорцени се намира в Берлин. Той активно участва в потушаването на метежа и в течение на 36 часа до възстановяването на връзката с фюрера, контролира щаба на Сухопътните войски в резерв, чийто командващ полковник фон Щауфенберг е част от метежниците.

### Операция „Панцерфауст“
Операция „Брониран юмрук“ (Operation „Panzerfaust“) е военна акция на СС по време на Втората световна война, извършена през 1944 г. на територията на Унгария.
Командващият на специалните сили на СС Ото Скорцени заминава за Унгария със задачата да попречи на сепаратистките преговори за оттеглянето на унгарските войски от войната между унгарския регент адмирал Миклош Хорти и Съветския съюз.
На 15 октомври, в рамките на операция „Брониран юмрук“, в Будапеща е отвлечен синът на Хорти. Под заплахата на 35 танка „Тигър“ и германски парашутисти-десантчици, които атакуват планинската резиденция на Хорти, унгарският регент се предава след 30-минутна битка и предава властта на прогермански настроения нов премиер Ференц Салаши.
С тази операция се предотвратява отрязването на пътя за отстъпление на повече от 1 000 000 германски войници, водещи военни действия на Балканския полуостров.
Унгария продължава войната на страната на Германия до пълния им разгром от Червената армия, през април 1945 година.

### Операция „Гриф“
През декември 1944 г., по нареждане на Адолф Хитлер Скорцени започва операция с кодово название „Гриф“, за залавянето на главнокомандващия на съюзническата армия генерал Дуайт Айзенхауер. За целта Скорцени събира около 2000 англоговорещи войници от „СС“ и Вермахта, които преоблечени в американски униформи, с американски джипове и бронирани машини, са изпратени в тила на настъпващите съюзнически войски, за да проведат диверсионната акция и заловят американския военачалник. Целта на тази операция не е открита, а много от подчинените на Скорцени са заловени и разстреляни.
През януари 1945 г. се провежда аналогична акция на Източния фронт.

## След Втората световна война

### Съдебен процес в Дахау
Предава се на съюзниците през 1945 г. и около две години лежи в затвора, очаквайки съд.

### Бягство от затвора
Бяга от затвора на 27 юли 1948 г. Заминава за франкистка Испания с паспорт даден му лично от испанския диктатор. През 1952 г. е обявен от германското правителство за „entnazifiziert“ – денацифициран и призован да се завърне в Германия или Австрия, ако признае убежденията на своите бивши ръководители за погрешни. През 1953 г. става военен съветник на първия египетски президент Мохамед Нагиб и набира бивши членове на СС и Верхмата, които да обучават египетските въоръжени сили. Изпълнява същата роля и за президента Гамал Абдел Насер. По-късно прекарва време в Аржентина, където служи като съветник на президента Хуан Перон и като бодигард на жена му, Ева Перон.
Скорцени живее 10 години в Ирландия (1959 – 1969 г.), където купува имението „Мартинстън Хаус“ (Martinstown House – 200-акрово имение в графство Килдер).

### Лидер на ODESSA
Намирайки се под защитата на Франко, Скорцени става лидер на организацията на бивши нацисти ODESSA. Според разкрития на испанския вестник „Ел Мундо“ създава голяма база на ODESSA на територията на Испания. Според публикациите именно тази организация помага впоследствие на Ариберт Хайм, по-известен като „Доктор смърт“, успешно да се укрие от испанското правосъдие.

### Група „Паладин“
През 1970 г. Скорцени основава крайнодясната група „Паладин“ – неофашистка организация, събрала под своето крило бивши членове на „ОАС“ (Organisation de l'armée secrète), „САК“ (Service d'Action Civique) и други подобни организации, които да съставляват ядрото на формирование за антикомунистическа борба.

## Болест и смърт
През 1970 г. е открит рак на гръбначния стълб на Скорцени. Умира на 67 години в Мадрид на 5 юли 1975 г. Урната с праха му е пренесена във Виена.